# Revista Pediatría de Atención Primaria
La Revista Pediatría de Atención Primaria (chiamata in inglese: Journal of Pediatric Primary Care, Rivista di pediatria di base) è una rivista medica trimestrale sottoposta a revisione paritaria e ad accesso aperto che tratta di pediatria. È la pubblicazione ufficiale dell'Asociación Española de Pediatría de Atención Primaria (Associazione spagnola di pediatria di base). 
Dal 2012 gli articoli sono pubblicati in inglese con abstract in spagnolo. La rivista è stata fondata nel 1999.

## Capiredattori
Si riporta di seguito l'elenco dei capiredattori della rivista:
- Escribano-Ceruelo E, Menchero-Pinos F, Montón-Álvarez J. L. (1999-2000)
- Montón-Álvarez J. L. (2000-2001)
- Escribano-Ceruelo E. (2001-2002)
- Hernández-Merino A. (2002–)

## Indicizzazione
Gli articoli della rivista sono indicizzati da Latindex, SciELO e Scopus.

## Codice etico
La rivista condivide il codice etico dell'Asociación Española de Pediatría de Atención Primaria (Associazione spagnola di pediatria di base).